# Cornelia Schlosser

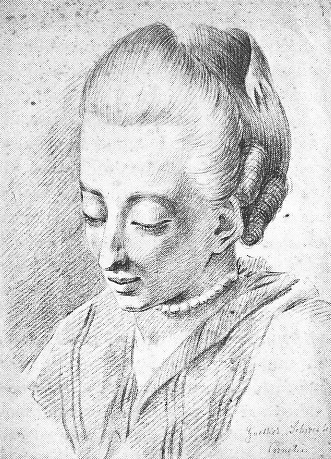
Cornelia um 1770. Zeichnung von Johann Ludwig Ernst Morgenstern

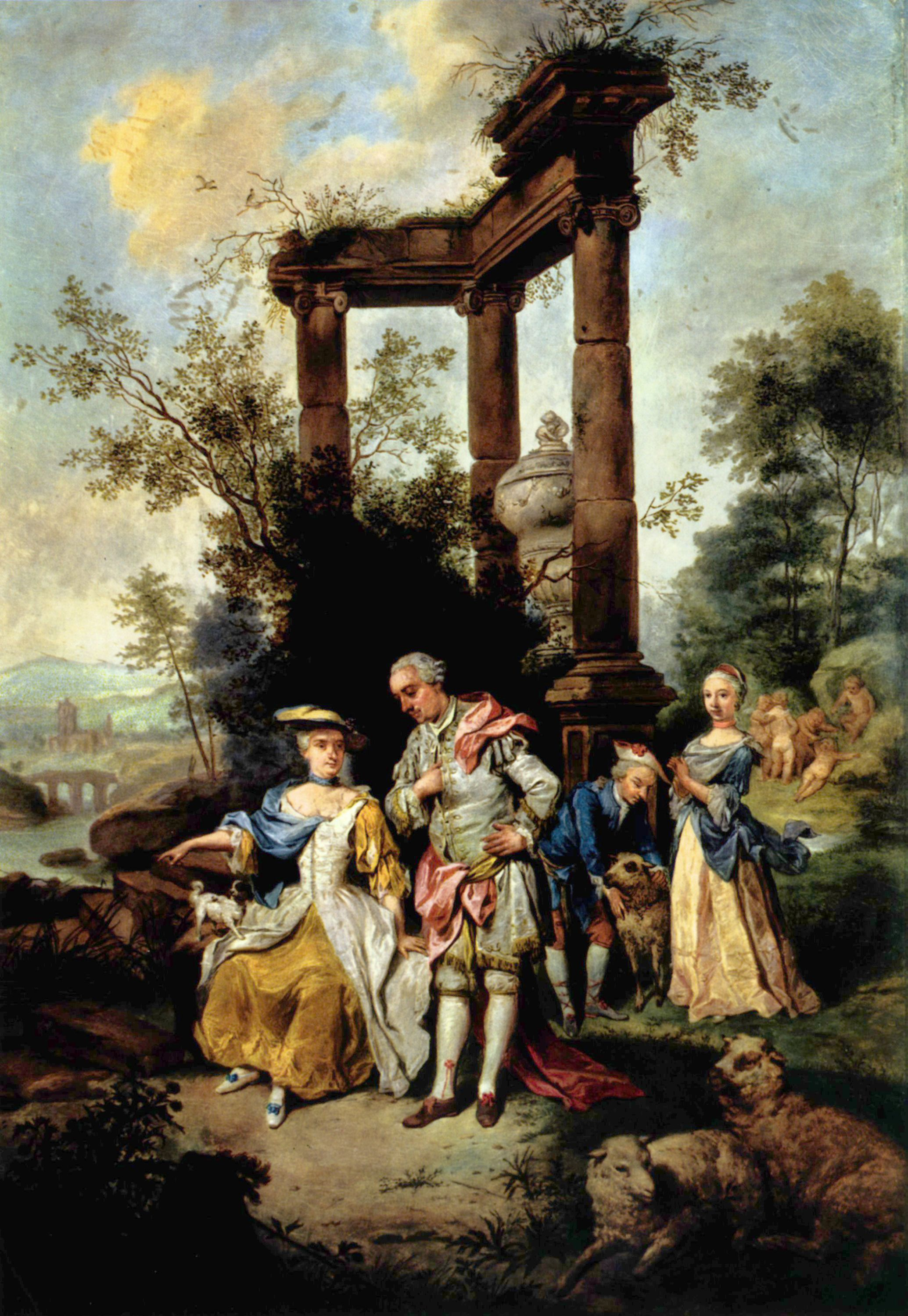
Familie Goethe in Schäfertracht auf einem Gemälde von Johann Conrad Seekatz (1762). Cornelia ganz rechts

Cornelia Friederica Christiana Schlosser (geb. Goethe; * 7. Dezember 1750 in Frankfurt am Main; † 8. Juni 1777 in Emmendingen) war eine Briefautorin und Schwester von Johann Wolfgang von Goethe.

## Leben
Cornelia Friederica Christiana Goethe wurde als zweites Kind der Katharina Elisabeth Textor (1731–1808) und des Kaiserlichen Rates Johann Caspar Goethe (1710–1782) geboren. Ihr Bruder Johann Wolfgang war 15 Monate älter als sie. Die beiden Geschwister wurden gemeinsam erzogen, was für die damalige Zeit ungewöhnlich war, sollten doch die Mädchen eigentlich auf ihre Rolle als Ehefrau und Mutter vorbereitet werden. Cornelia wurde schon mit drei Jahren in die „Spielschule“ geschickt und lernte dort bei Magdalena Hoff Lesen und Schreiben. Ab ihrem siebten Lebensjahr erhielt sie gemeinsam mit Johann Wolfgang Unterricht durch einen Hauslehrer. Als Sprachen lernte sie zunächst Latein und Griechisch, zwei Jahre später begann der Unterricht in Französisch. Weitere Fächer waren Englisch, Italienisch, Rechtswissenschaft, Geographie, Mathematik und Schönschreiben, außerdem Gesangs- und Klavierunterricht sowie Zeichnen. Cornelia lernte außerdem Fechten und Reiten und erhielt Lektionen in Anstandslehre und Tanz. Ihre Freizeit war äußerst streng bemessen, ermöglichte es ihr aber, literarischen Interessen und Diskussionen dazu mit dem Bruder nachzugehen, der für sie der wichtigste Ansprechpartner war.
Cornelia durfte als Frau trotz ihrer sorgfältigen Ausbildung nicht wie der Bruder studieren und blieb, als Johann Wolfgang 1765 in Leipzig sein Studium aufnahm, zu Hause in Frankfurt. Aus Leipzig schrieb er ihr im Mai 1767 das Folgende:

„Ich bin hingerissen von Deinem Brief, Deinen Schriften, Deiner Art zu denken … Ich sehe einen reifen Geist, eine Riccoboni, eine fremde Person, einen Autor, von dem ich selbst ietzo lernen kann … Oh, meine Schwester, bitte keine solchen Briefe mehr, oder ich schweige … Ich gestehe Dir’s, meine ganze Kunst wäre nicht imstande, eine Szene zu schreiben, wie sie Dir die Natur eingegeben hat.“

Er vergleicht sie mit der Schriftstellerin und Schauspielerin Marie-Jeanne Riccoboni (1713–1792), der Frau des italienischen Schauspielers und Theaterautoren Antonio Francesco Riccoboni in Paris, die damals als Schriftstellerin bis nach Leipzig einen Namen hatte. Dennoch hat Goethe später die ihm von seiner Schwester überlassenen Schriften verbrannt, sodass nur ihr französischer Briefwechsel mit ihrer Freundin Katharina Fabricius erhalten blieb.
Sie bemerkte, wie die Einstellung des Bruders zu Frauen sich in Leipzig änderte, wo er sich in die damals vorherrschende männliche Vorrangstellung einlebte. Seine Briefe spiegeln die Unterschiede wider, die damals zwischen den Geschlechtern bestanden: Er verweist sie darin auf ihre weiblichen Pflichten wie „die Haushaltung, wie nicht weniger die Kochkunst zu studieren“. Aus dieser Zeit sind Briefe vorhanden, die Cornelia Goethe in französischer Sprache an ihre damalige Freundin Katharina Fabricius geschrieben hat. Cornelia Goethe litt an ihrer Zurücksetzung als Frau, sah jedoch keine Alternative zur Ehe: „Es ist offensichtlich, daß ich nicht immer Mädchen bleiben kann, überdies wäre es sehr lächerlich, sich das vorzunehmen.“

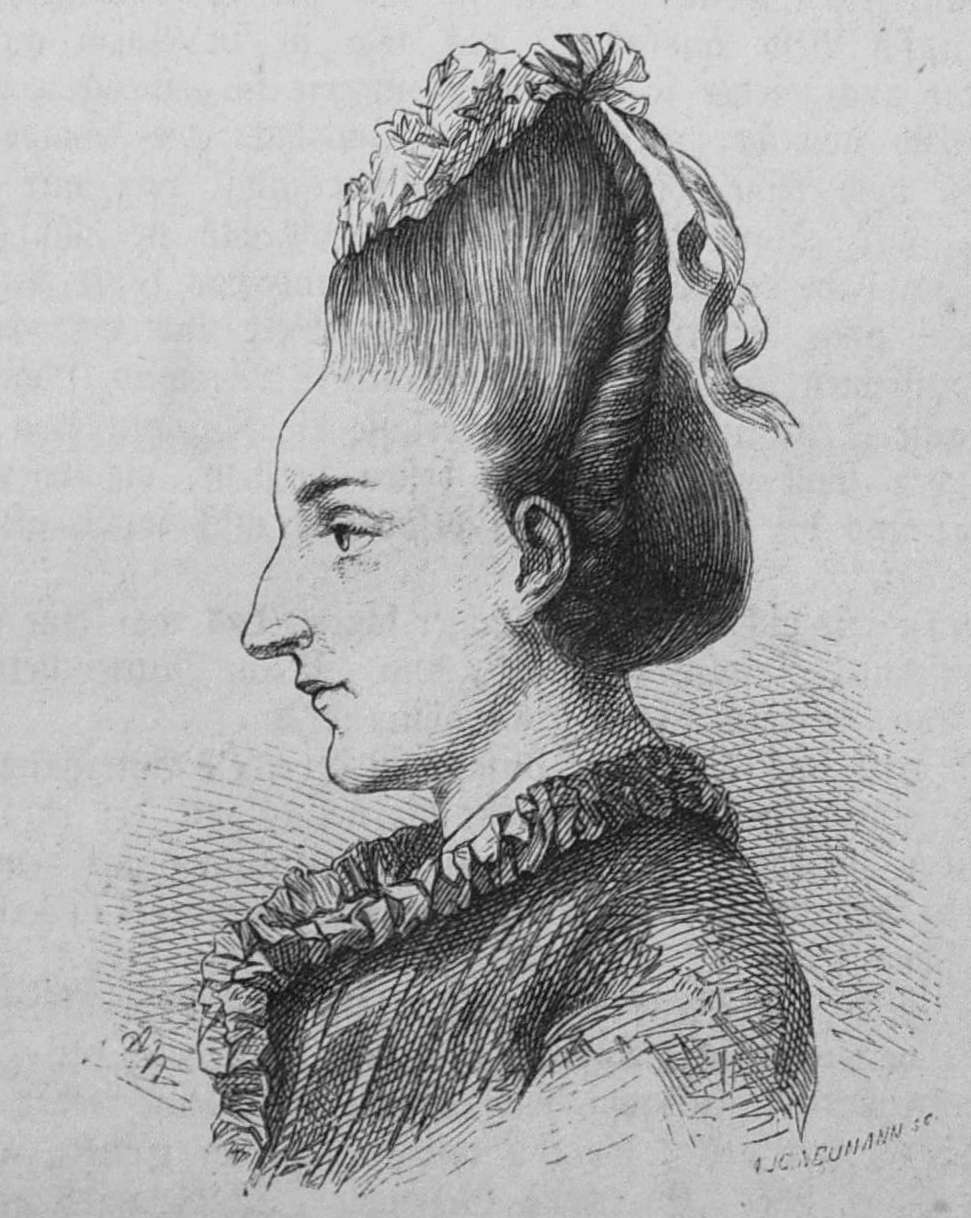
Die Gartenlaube (1867)

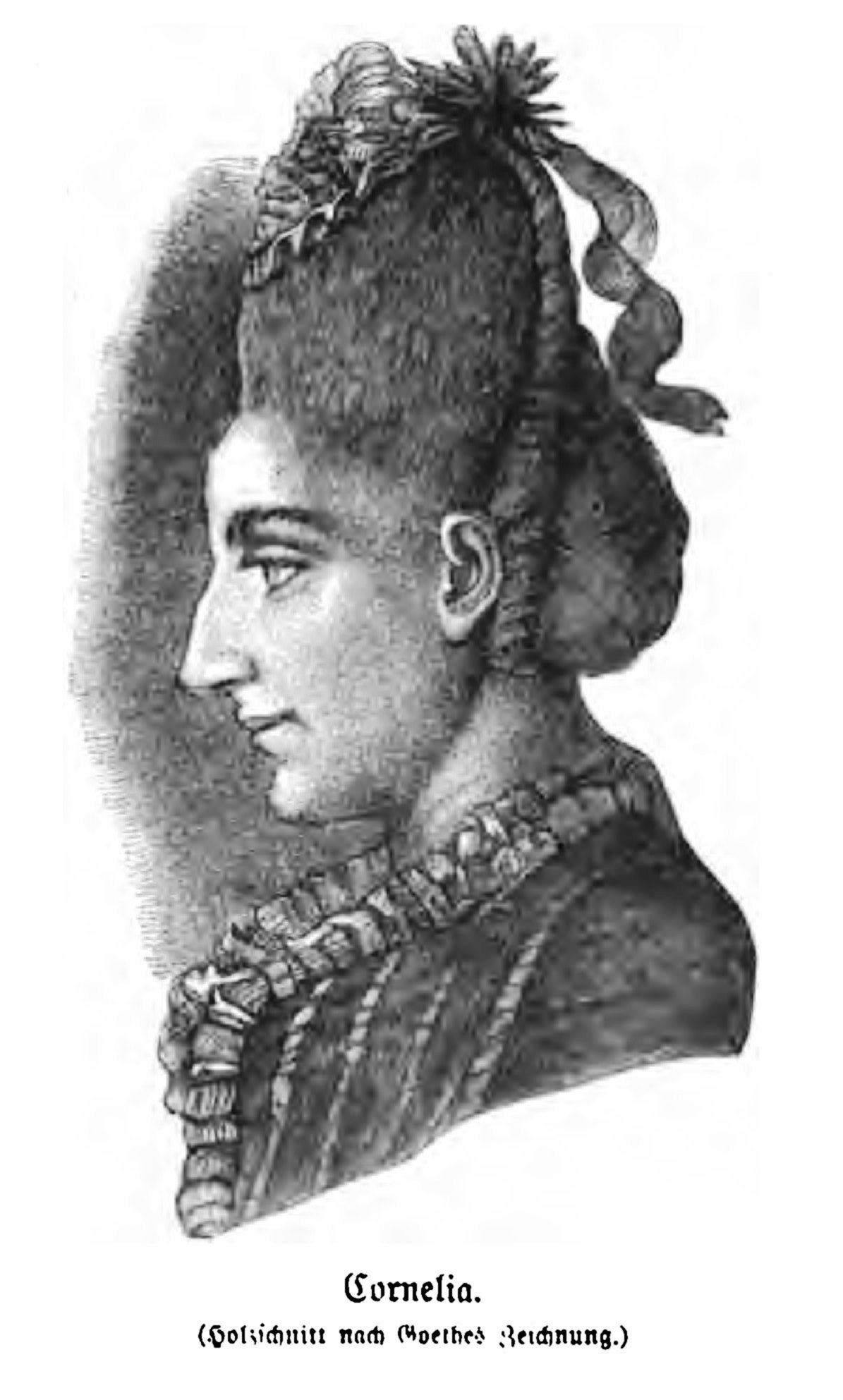
Cornelia Schlosser

Cornelia Goethe war zu dieser Zeit insgeheim in einen jungen Engländer verliebt, der sich seit 1764 in Frankfurt aufhielt und 1768 abreiste, ohne sich von ihr zu verabschieden. Sie unterstützte ihren Bruder bei seiner Arbeit, als dieser während der folgenden Jahre wieder in Frankfurt weilte, und ermunterte ihn unter anderem dazu, den Götz von Berlichingen zu dramatisieren.
Als Johann Wolfgang Goethe 1772 eine Anstellung am Reichskammergericht in Wetzlar annahm, blieb sie in Frankfurt zurück und verlobte sich mit dem Juristen Johann Georg Schlosser (1739–1799), einem Freund des Bruders. Sie vermutete in Schlosser den gleichen Geist wie in ihrem Bruder und heiratete ihn am 1. November 1773. Ihr Mann erhielt eine hohe Beamtenstelle in der Markgrafschaft Baden, so dass die beiden zunächst nach Karlsruhe und dann nach Emmendingen zogen.
Cornelia Schlosser konnte sich zunächst mit ihrer Rolle als Ehefrau anfreunden und schrieb am 13. Dezember 1773 aus Karlsruhe an Caroline Herder: „Alle meine Hoffnungen, alle meine Wünsche sind nicht nur erfüllt – sondern weit, weit übertroffen. Wen Gott lieb hat, dem geb er so einen Mann –.“ Johann Georg Schlosser schrieb zu dieser Zeit in einem Brief an seinen Bruder: „Ihr ekelt vor meiner Liebe!“, und auch Goethe berichtete in einem Gespräch mit Eckermann: „Der Gedanke, sich einem Manne hinzugeben, war ihr widerwärtig, und man mag denken, daß aus dieser Eigenheit in der Ehe manche unangenehme Stunde hervorging. Frauen, die eine gleiche Abneigung haben oder ihre Männer nicht lieben, werden empfinden was dieses sagen will. Ich konnte daher meine Schwester auch nie als verheiratet denken, vielmehr wäre sie als Äbtissin in einem Kloster recht gehalten.“

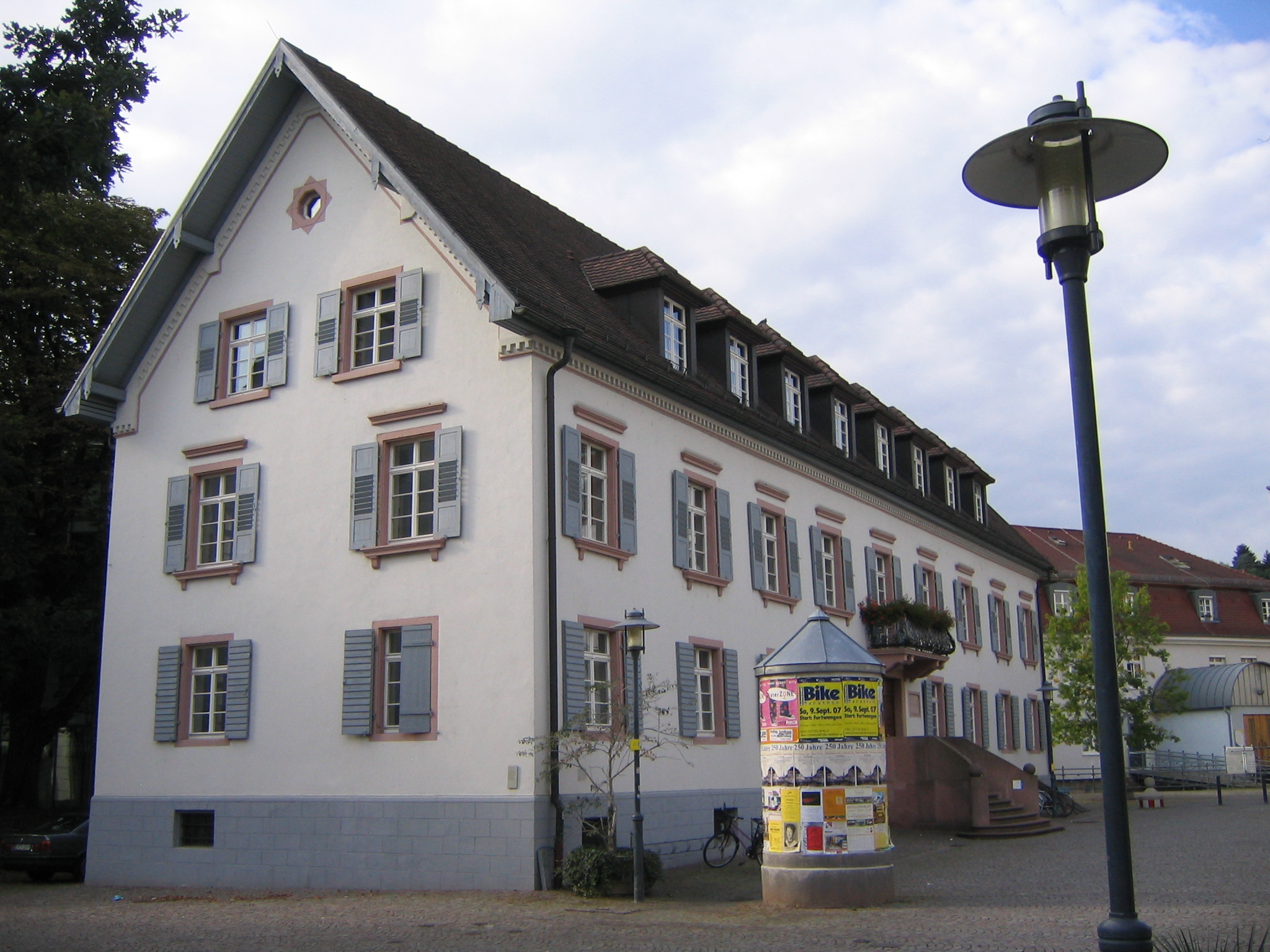
Vormalige Wohnstätte von Johann Georg Schlosser und Cornelia Schlosser („geb. Goethe“), auch später als Landvogtei. Heute beherbergt das Gebäude die Stadtbibliothek von Emmendingen

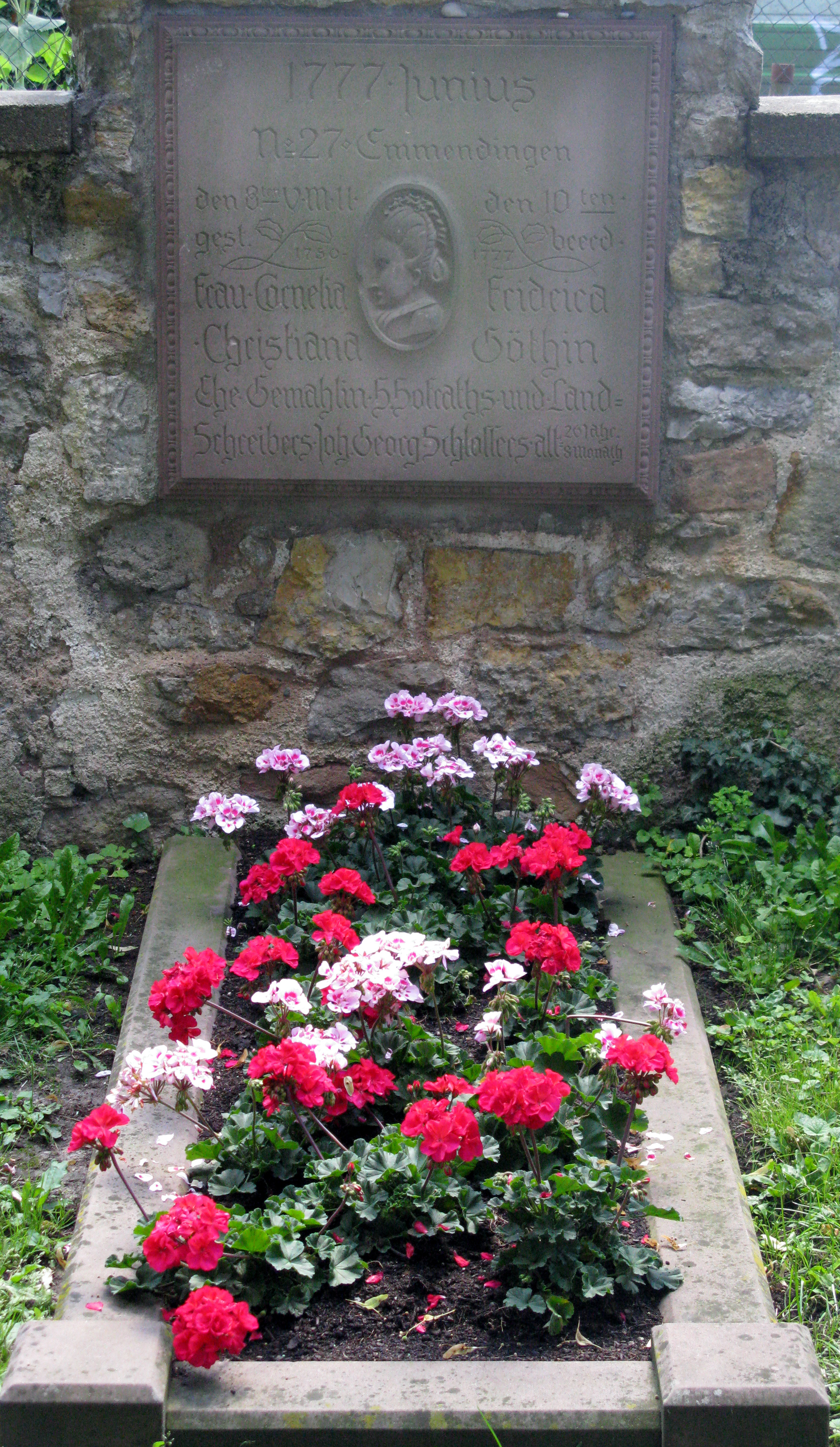
Grab von Cornelia Schlosser auf dem Alten Friedhof von Emmendingen

Schon bald zeigte sich tatsächlich, dass die Ehe nicht glücklich war. Cornelia Schlosser vereinsamte in der kleinen Provinzstadt Emmendingen, in der ihr Mann seine religiösen Ideen durchsetzen wollte und staatsreformerisch wirkte. Er sah in ihr nur die Hausfrau, die die gesellschaftlichen Verpflichtungen erfüllen sollte. Frauen betrachtete er als untergeordnete Geschöpfe, die jede wissenschaftliche Betätigung überfordern musste und denen deswegen nur leichte geistige Unterhaltung angeboten werden sollte. Cornelia Schlosser fing an, kränklich zu werden, und führte ihren Haushalt nur widerwillig. Ihr Mann schrieb: „Jeder Wind, jeder Wassertropfen sperrt sie in die Stube und vor Keller und Küche fürchtet sie sich noch zuviel“.
Abwechslung führten allenfalls Begegnungen mit Persönlichkeiten herauf, zu denen Johann Georg Schlosser Kontakt hatte und die ihn in Emmendingen besuchten. Auch verband sie ein inniges Verhältnis mit Jakob Michael Reinhold Lenz, der ihr und Schlosser vom Bruder „in Pflege gegeben“ worden war. So spricht Lenz in mehreren Dichtungen von Cornelia als seiner „Muse Urania“. Sie bestimmte ihn zum Paten ihrer zweiten Tochter, der er das Gedicht Willkommen kleine Bürgerin zur Geburt schrieb.

### Geburten und Tod
Cornelia Schlosser entging bei der Geburt der ersten Tochter Maria Anne Louise („Lulu“), die heiratete Ministerialbeamter für Kirchen- und Schulangelegenheiten im preußischen Kultusministerium Georg Heinrich Ludwig Nicolovius (1767–1839), am 28. Oktober 1774 nur knapp dem Tode, erholte sich nur sehr langsam und lag fast zwei Jahre lang im Bett. Sie schrieb: „... was das heißt, als Frau und Mutter zwei Jahre lang im Bette zu liegen ohne im Stand zu seyn sich selbst einen Strumpf anzuziehen ...“ Sie wurde 1776 wieder schwanger und notierte in einem Brief: „Da schleiche ich denn ziemlich langsam durch die Welt, mit einem Körper der nirgend hin als ins Grab taugt.“ Ihre zweite Tochter Catharina Elisabeth Julie („Juliette“) wurde am 10. Mai 1777 geboren. Cornelia Schlosser starb nur vier Wochen später im Alter von 26 Jahren.

## Trivia
Seit 2010 sind die Stadtbusse in Emmendingen nach bekannten Persönlichkeiten benannt, die in der Stadt geboren wurden bzw. dort vorübergehend lebten und wirkten, unter anderem Cornelia Goethe, Jakob Michael Reinhold Lenz und Johann Georg Schlosser. Der Name Goethe ist seitlich am Bus angebracht; ergänzt um eine biographische Kurzinformation.
1997 wurde an der Johann Wolfgang Goethe-Universität Frankfurt am Main das „Zentrum für Frauenstudien und die Erforschung der Geschlechterverhältnisse“ gegründet, das am 7. Dezember 2000 anlässlich des 250. Geburtstages von Cornelia Goethe den Namen Cornelia Goethe Centrum erhielt. Das interdisziplinäre Forschungs- und Studienzentrum bietet u. a. Lehrveranstaltungen in den Gender Studies an und fördert den wissenschaftlichen Nachwuchs in diesem Fachbereich.

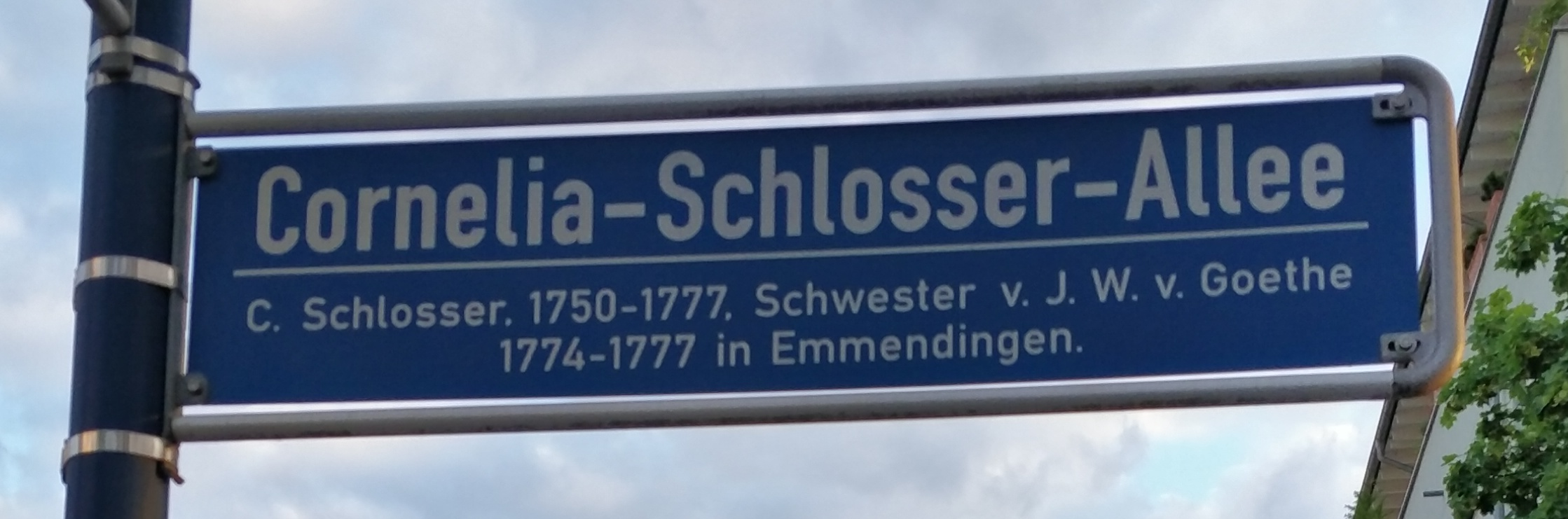
Straßenschild in Freiburg

In Emmendingen ist die Cornelia-Passage nach ihr benannt, im Freiburger Stadtteil Rieselfeld die Cornelia-Schlosser-Allee.

## Einzelanmerkungen
1. ↑  Zitiert nach: Ihr werten Frauenzimmer auf. Festival in Bremen, November/Dezember 1993, Katalog Bremen, S. 57.
2. ↑  Willkommen kleine Bürgerin Gedicht von Jakob Michael Reinhold Lenz
3. ↑  Vgl. Webseite der Soziologin Ute Gerhard, Mitbegründerin des Cornelia Goethe Centrums: https://ute-gerhard.de/cornelia-goethe-centrum/ (abgerufen am 8. Juni 2022).
4. ↑  Vgl. Katharina Rutschky: Cornelia Goethe als verkanntes Genie, Rezension zu Sigrid Damms Biografie in: Die Zeit Nr. 18/1988.

| Personendaten    | Personendaten                                                           |
| ---------------- | ----------------------------------------------------------------------- |
| NAME             | Schlosser, Cornelia                                                     |
| ALTERNATIVNAMEN  | Goethe, Cornelia Friederica Christiana                                  |
| KURZBESCHREIBUNG | deutsche Briefeschreiberin und Schwester von Johann Wolfgang von Goethe |
| GEBURTSDATUM     | 7. Dezember 1750                                                        |
| GEBURTSORT       | Frankfurt am Main                                                       |
| STERBEDATUM      | 8. Juni 1777                                                            |
| STERBEORT        | Emmendingen                                                             |